# Кванго
Кванго (на френски и на суахили: Kwango) е една от провинциите на Демократична република Конго. Разположена е в югозападната част на страната и граничи с Ангола. Столицата на Кванго е град Кенге. Площта на провинцията е 89 974 км², а населението, според проекция за юли 2015 г., е 2 152 000 души. Най-масово говореният език в провинцията е езикът Конго (Киконго).